# Li Zisen
Pour les articles homonymes, voir Li.
Dans ce nom chinois, le nom de famille, Li, précède le nom personnel.
Li Zisen, né le 26 octobre 1997,, est un coureur cycliste chinois.

## Biographie
Bon sprinteur, Li Zisen termine notamment cinquième de la dernière étape du Tour de Thaïlande en 2018. L'année suivante, il se classe quatrième de la première étape du Tour d'Iran - Azerbaïdjan. Il remporte ensuite deux étapes du Tour du lac Qinghai  en 2021. 

## Palmarès et résultats

### Par année
- 2021
  - 6e et 8e étapes du Tour du lac Qinghai
- 2024
  - 3e du championnat de Chine du critérium

### Classements mondiaux
| Année                                 | 2019  | 2020 | 2021  | 2022  | 2023  | 2024  |
| ------------------------------------- | ----- | ---- | ----- | ----- | ----- | ----- |
| Classement mondial                    | 2976e | nc   | 1545e | 1881e | 3042e | 2225e |
| UCI Asia Tour                         | 320e  | nc   | 89e   | 184e  | nc    | nc    |
|                                       |       |      |       |       |       |       |
| Légende : nc = non classéSource : UCI |       |      |       |       |       |       |